# Film d'art
El Film d´art va ser un corrent cinematogràfic i una productora de cinema creada per un grup d'actors de comèdia que buscaven atreure al públic burgès i aristòcrata que fins llavors menyspreava el cinema per considerar-lo un espectacle popular. La seva idea era crear un cinema històric i literari i per això van utilitzar directors, actors i escenògrafs que venien el món del teatre.
En la dècada del 1960, la raó social fou reactivada per Henri Diamant-Berger. Aquest últim va adquirir l'empresa l'any 1936.

## Context històric
Als inicis del cinema, aquest era un espectacle que es desenvolupava en fires, oferint al públic produccions curtes que no superaven els 15 minuts i es desenvolupaven al voltant d'històries còmiques gairebé grotesques o melodramàtiques. El cinematògraf era un tipus d'entreteniment per plebeus que va ser fortament menyspreat pels intel·lectuals. Amb el temps, el públic comença a cansar-se d'aquesta joguina òptica que oferia sempre el mateix tipus d'històries i formalismes.
Per salvar al cinema d'aquesta crisi de públic es crea la "Societat Productora de Film D'Art", encapçalada per un grup de banquers i els germans Laffité, per tal de dotar el cinema de prestigi i apropar-lo al públic burgés.
Aquest corrent va començar a França el 1908 amb l'estrena de la pel·lícula L'Assassinat du duc de Guise, entre d'altres pel·lícules, a la ciutat de París.

## Característiques
Els Germans Laffité van considerar que per tal de superar la crisi dels arguments mancats d'imaginació que estaven travessant les produccions cinematogràfiques s'havia de recórrer als grans temes del teatre clàssic, als escriptors famosos, atorgant-los-hi el rol de guionistes, i als actors de la Comédie-Française, per tal de prestigiar i enaltir el cinema.
La "Societat Productora de Film D'Art" es proposava fer del cinema un art, posant punt final a l'anonimat artístic que fins llavors el caracteritzava.
El 17 de novembre de 1908 es va presentar a la sala Charras de París el primer programa de la societat Film D'Art, el plat fort del qual era L'assassinat del duc de Guisa, escrita per Henri Lavedan i dirigida per André Calmettes i Charles Le Bargy.
Alguns dels encarregats a realitzar aquesta renovació formal i temàtica del cinema van ser Anatole France, Victorien Sardou, Edmond Rostand i Jules Lemaître, tots provinents del món de la literatura.
Les pel·lícules d'aquest corrent eren poc originals, teatrals i estereotipades. Les tomes es realitzaven amb la càmera fixa, plantada des de la posició ideal d'un espectador en la tercera fila d'una platea del teatre. No obstant això van ser les primeres superproduccions, amb pel·lícules que van arribar a durar més de 2 hores.
Anys després, el cinema nord-americà va utilitzar alguns dels mètodes de realització propis d'aquest corrent cinematogràfic en les seves produccions.

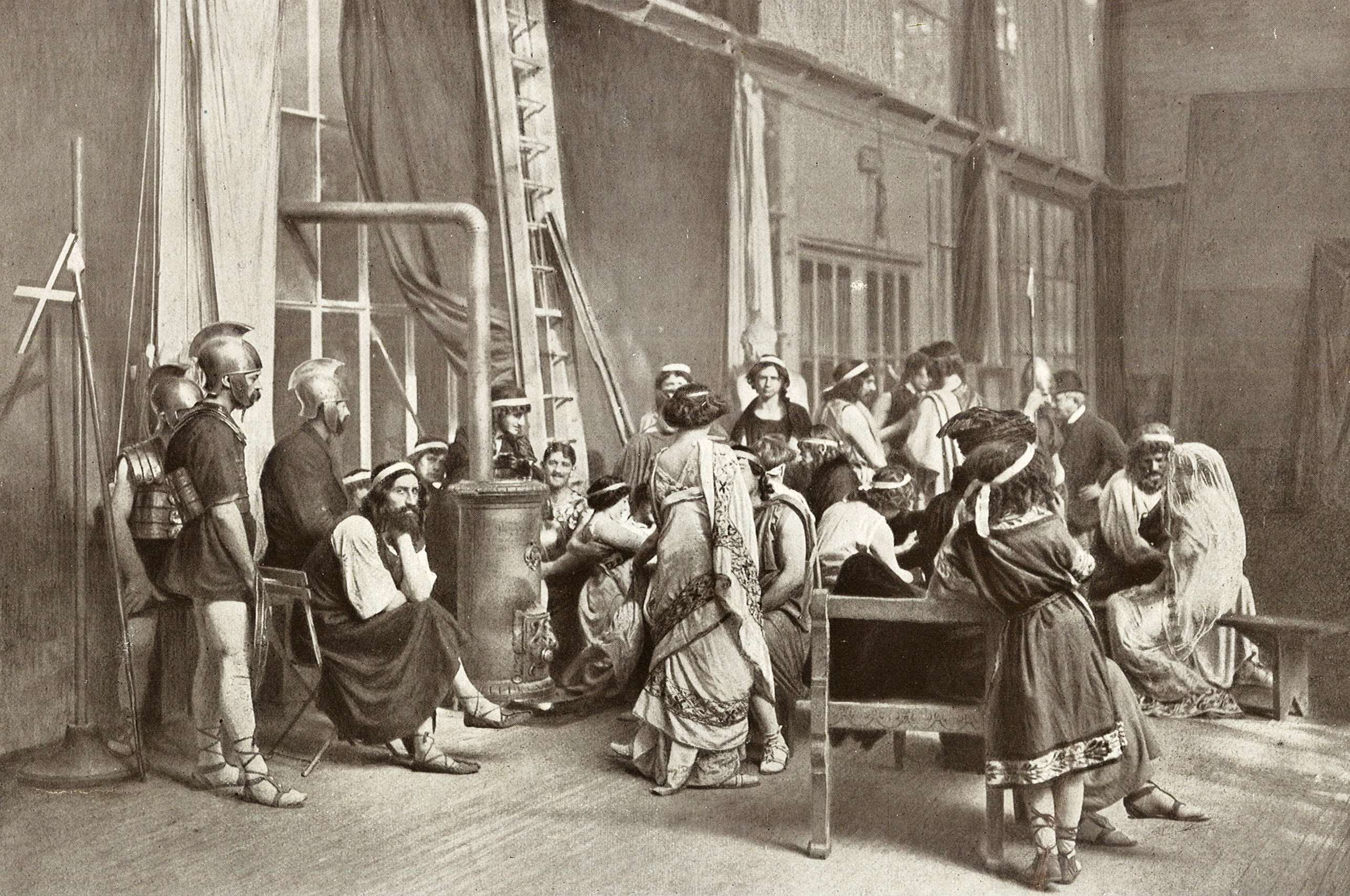
Il·lustració dels estudis del Film D'Art a Neully

Tot i que va dotar el cinema d'un públic burgès i adinerat, va suposar un fre en l'evolució del llenguatge cinematogràfic, ja que es va retornar als temps del cinema-teatre de Georges Méliès en què la càmera es tancava en decorats d'estudis, renunciant a les possibilitats creadores que oferia. No obstant això, d'aquesta forma es va aconseguir superar la crisi del públic instaurant un star system propi del món cinematogràfic i consolidant el cinema com un art digne de la noblesa.

## Filmografia parcial
- 1908 : Un duel sous Richelieu d'André Calmettes
- 1908 : L'Assassinat du duc de Guise d'André Calmettes
- 1908 : Britannicus d'André Calmettes
- 1908 : L'Empreinte ou la Main rouge de Paul-Henry Burguet
- 1908 : Le Baiser de Judas d'Armand Bour et André Calmettes
- 1908 : Œdipe roi d'André Calmettes
- 1909 : Héliogabale d'André Calmettes
- 1909 : Le Retour d'Ulysse d'André Calmettes i Charles Le Bargy
- 1909 : Andromaque d'André Calmettes
- 1909 : L'Homme aux poupées d'Henry Berény
- 1909 : La Main d'Henry Berény
- 1909 : Hamlet d'André Calmettes
- 1909 : Macbeth d'André Calmettes
- 1909 : La Tosca d'André Calmettes i Charles Le Bargy
- 1909 : Rigoletto d'André Calmettes
- 1909 : Rival de son père d'André Calmettes
- 1911 : Le Colonel Chabert d'Henri Pouctal
- 1911 : Une conquête d'Henri Pouctal
- 1912 : La Dame aux camélias d'André Calmettes et Henri Pouctal
- 1912 : Les Trois mousquetaires d'André Calmettes et Henri Pouctal
- 1912 : La Robe rouge d'Henri Pouctal
- 1914 : La Dénonciatrice de Georges-André Lacroix
- 1916 : Alsace d'Henri Pouctal
- 1916 : Ce que les flots racontent d'Abel Gance
- 1916 : Fioritures d'Abel Gance
- 1916 : Le Fou de la falaise d'Abel Gance
- 1917 : Les Mouettes de Maurice Mariaud
- 1917 : Mater dolorosa d'Abel Gance
- 1918 : Frivolité de Maurice Landais
- 1918 : Le Comte de Monte-Cristo d'Henri Pouctal
- 1919 : Fanny Lear de Jean Manoussi i Robert Boudrioz
- 1919 : Les Dames de Croix-Mort de Maurice Mariaud

## Filmografia Vandal i Delac
- Le Paquebot Tenacity (1934)
- La Châtelaine du Liban (pel·lícula de 1934)
- Le Voleur (pel·lícula de 1933)
- Le Petit Roi (pel·lícula) (1933)
- L'Homme à l'Hispano (pel·lícula de 1933) (1933)
- Hortense a dit j'm'en f… (1932)
- La Tête d'un homme (pel·lícula) (1932)
- Poil de carotte (pel·lícula de 1932) (1932)
- Le Joker (pel·lícula) (1930)
- Les Monts en flammes (1931)
- Les Cinq Gentlemen maudits (1931)
- L'Amoureuse Aventure (1931)
- Le Bal (pel·lícula de 1931) (1931)
- La Dernière Berceuse (1930) de Gennaro Righelli
- Fra Diavolo (pel·lícula de 1931) (1931)
- David Golder (pel·lícula) (1930)
- Les Deux mondes (pel·lícula de 1930) d'Ewald André Dupont
- Au Bonheur des Dames (pel·lícula de 1930) (1930)
- Maman Colibri (pel·lícula de 1929) (1929)
- La Vie miraculeuse de Thérèse Martin (1929)
- La Meilleure Maîtresse (1929)
- La Divine Croisière (1929)
- L'Eau du Nil (1928)
- Le Tourbillon de Paris (1928)
- Le Mariage de mademoiselle Beulemans (pel·lícula de 1927) (1927)
- L'Agonie de Jérusalem (1927)
- Le Mystère de la Tour Eiffel (1927)
- L'Homme à l'Hispano (pel·lícula de 1926) (1926)
- L'Abbé Constantin (pel·lícula de 1925) (1925)
- Le Père Goriot (pel·lícula de 1921) (1921)
- La Maison vide (1921)
- Le Rêve (pel·lícula de 1921) (1921)
- Champi-Tortu (1921)
- Flipotte (1920)
- Le Secret du Lone Star (1920)
- Ecce homo (1918)
- La Dixième Symphonie (1918)
- La Zone de la mort (pel·lícula de 1917) (1917)
- Barberousse (pel·lícula de 1917) (1917)
- Mater dolorosa (pel·lícula de 1917) (1917)
- Ce que les flots racontent (1916)
- Fioritures (pel·lícula de 1916) (1916)
- Le Fou de la falaise (1916)
- Le Périscope (pel·lícula de 1916) (1916)
- Les Gaz mortels (1916)
- Le Droit à la vie (1916)
- L'Énigme de dix heures (1915)
- L'Héroïsme de Paddy (1915)
- La Folie du docteur Tube (1915)
- Strass et Compagnie (1915)
- Un drame au château d'Acre (1915)